# 초고광도 엑스선원

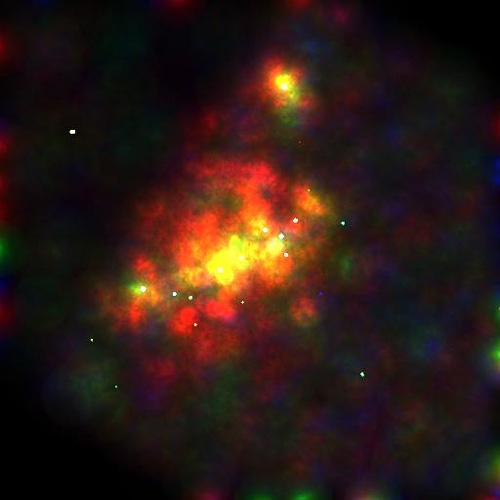
찬드라 엑스선 관측선이 촬영한 초고광도 엑스선원 후보 NGC 4458과 NGC 4490.

초고광도 엑스선원(Ultraluminous X-ray source, ULX)은 에너지를 등방적으로 방출한다고 가정하였을 때, 활동 은하핵보다는 어둡지만 항성의 질량 정도를 가진 천체에서 발생할 수 있는 광도(1039 erg/s, 1032 와트)를 지속적으로 초과하는 천문학적 엑스선원으로, 보통 한 은하에 하나씩 포함되어 있지만 은하에 따라 여럿이 있는 경우도 있다. 우리 은하에서는 현재까지 초고광도 엑스선원이 발견되지 않았지만, SS 433이 후보로 거론되고 있다. 초고광도 엑스선원의 주 관점은 중성자별이나 항성질량 블랙홀의 에딩턴 한계를 초과한다는 것이다. 초고광도 엑스선원의 에너지원은 밝혀지지 않았으며, 항성 질량 천체의 광선 방출, 중간질량 블랙홀의 강착, 초 에딩턴 발광 등 이론이 제시되어 있다.

## 관측 역사
초고광도 엑스선원은 1980년대 아인슈타인 천문대에서 최초로 발견하여, ROSAT 인공위성에서 후속 관측을 행하였으며, 이후 분해능이 좋아진 XMM-뉴턴 및 찬드라 엑스선 관측선의 관측을 통해 연구에 많은 진척이 이루어졌다. 찬드라 엑스선 관측선의 조사 결과에서는, 은하 대부분에는 초고광도 엑스선원이 없지만, 있는 은하에는 평균적으로 1개씩 들어 있다는 결과가 나왔다. 초고광도 엑스선원은 타원은하 등 모든 은하에서 발견되긴 하지만 항성 형성이 많은 은하나 상호작용은하에 다수 분포한다. 초고광도 엑스선원의 약 10%는 배경 퀘이사로, 초고광도 엑스선원이 배경 천체일 가능성은 나선은하보다 타원은하가 더 높다.

## 이론
초고광도 엑스선원의 광도가 항성 천체의 에딩턴 한계를 넘기 때문에, 일반적인 엑스선 쌍성과는 다를 것으로 추정하고 있다. 초고광도 엑스선원이 무엇인지를 설명하는 이론은 여럿이 제시되어 있으며, 상황에 따라 각각 맞는 이론이 다를 것으로 여기고 있다.
광선 형태 방출 — 만약 천체의 빛 방출이 줄기 형태로 집중되어 있다면, 천체의 실제 광도가 추정과 달라지고, 광자가 온 방향과 강착되는 기체가 온 방향이 다를 수 있기 때문에, 에딩턴 한계를 측정할 수가 없어진다. 이 이론에 따르면 항성 질량 천체의 광도는 1040 erg/s (1033 W)까지 올라갈 수 있으며, 이는 초고광도 엑스선원 대부분을 설명할 수 있는 수치이지만, 밝은 초고광도 엑스선원 천체 일부에 비해서는 너무 낮다. 항성 질량 천체가 열복사 스펙트럼을 가지고 있다면, 온도는 높고, 온도와 볼츠만 상수를 곱한 값 kT ≈ 1 keV 정도이며, 준주기적 진동은 일어나지 않으리라 예상하고 있다.
중간질량 블랙홀 — 블랙홀은 주로 태양 질량의 몇에서 몇십 배 가량의 항성질량 블랙홀이나, 수백만에서 수백억 배 가량의 초대질량 블랙홀 형태로 관측된다. 중간질량 블랙홀은 태양 질량의 수백에서 수천 배 가량의 질량을 지닌 이론적인 세 번째 블랙홀 분류로, 동마찰에 의해 은하 중심으로 낙하할 만큼 질량이 크지는 않지만, 에딩턴 한계를 초과하는 광도를 내뿜기에는 충분하다. 초고광도 엑스선원이 중간질량 블랙홀일 경우, 강착원반의 온도는 비교적 낮은 편(kT ≈ 0.1 keV)일 것이며, 낮은 진동수에서 준주기적 진동을 보일 것으로 추정하고 있다.
중간질량 블랙홀로 추정되는 천체들의 엑스선 스펙트럼을 분석한 결과, 규모가 증가한 항성질량 블랙홀이 있는 엑스선 쌍성의 스펙트럼 형태와 유사했다. 엑스선 쌍성의 스펙트럼은 보통 여러 '상태'로 지칭하는데, 주로 낮음/경질 상태와 높음/연질 상태가 있다. 낮음/경질 상태는 멱법칙 주도 상태라고도 하며, 엑스선 흡수 스펙트럼의 광학 지수가 1.5 ~ 2.0(경질 스펙트럼)일 때로 정의한다. 통상적으로 낮음/경질 상태는 광도가 낮다고 여겼으나, 관측 기술이 발전함에 따라 꼭 그렇지만은 않다는 사실이 밝혀졌다. 높음/연질 상태는 흡수되는 열역학적 수치(원반 온도가 kT ≈ 1.0 keV이고 광학 지수가 약 2.5)에 따라 정의된다. 초고광도 엑스선원 Holmberg II X-1은 낮음/경질 상태 및 높음/연질 상태 모두가 관측되었으며, 중간질량 블랙홀로 추정하고 있다.
배경 퀘이사 — 관측된 초고광도 엑스선원 중 다수는 더 멀리 있는 퀘이사가 겹쳐 관측되는 것으로 밝혀졌다. 배경 퀘이사인지의 여부는 온도가 낮은지를 통해 확인할 수 있다.
초신성 잔해 — 밝은 초신성 잔해의 광도는 이론적으로 1039 erg/s (1032 W)까지 증가할 수 있다. 이러한 형태의 초고광도 엑스선원은 짧은 시간 동안 변동을 보이지 않고, 몇 년에 걸쳐 점차 어두워진다.

## 주요 초고광도 엑스선원

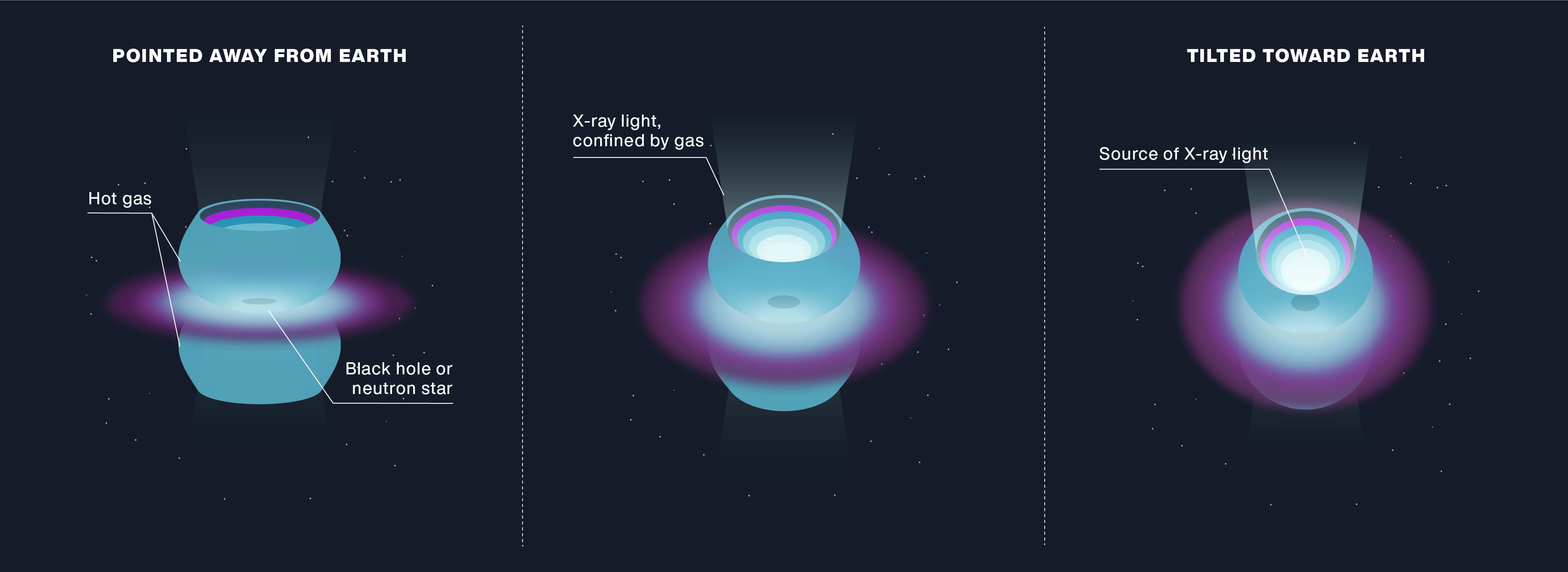
SS 433 - 초고광도 엑스선원 후보 천체

- Holmberg II X-1: 왜소은하에 있는 유명한 초고광도 엑스선원으로, XMM-뉴턴의 관측 결과 낮음/경질 및 높음/연질 상태 모두에 있는 것이 밝혀졌으며, 규모가 증가한 엑스선 쌍성이거나 강착이 일어나는 중간질량 블랙홀로 추정된다.
- M74: 2005년 찬드라의 관측 결과상으로 중간질량 블랙홀이 있을 가능성이 있다.
- M82 X-1: 2004년 10월 발견 당시 가장 밝은 초고광도 엑스선원 이었으며, 중간질량 블랙홀이 있을 가능성이 제일 높은 천체로 거론되고 있다.[4] M82 X-1은 성단과 같이 있고, 준주기적 진동이 일어나며, 엑스선 진폭에 62일 간의 변조가 있다.
- M82 X-2: 2014년 발견된 특이한 초고광도 엑스선원으로, 블랙홀이 아닌 펄사로 추정하고 있다.[5]

- M101 X-1: 광도가 1041 erg/s (1034 W)까지 증가하는 밝은 초고광도 엑스선원으로, 가시광선 관측 결과 초거성이 있다는 점에서, 엑스선 쌍성일 가능성이 제기되고 있다.[6]

- NGC 1313 X1과 X2: 그물자리의 나선 은하인 NGC 1313에는 초고광도 엑스선원 2개가 있다.[7] 강착 원반의 온도가 낮기 때문에, 중간질량 블랙홀 후보로 여겨지고 있다.[8]

- RX J0209.6-7427: 1993년 마젤란 다리에서 마지막으로 관측된 과도적 엑스선 쌍성계로, 26년 만인 2019년 재관측하였을 때 초고광도 엑스선 1사임이 밝혀졌다.[9][10]

## 같이 보기
- 엑스선천문학
- 초고광도 엑스선 펄사 목록